# Listă de suverani din Insulele Britanice
| Nume | Domnie              | Note |
| --- | ------------------- | --- |
| Anglo-saxonii |                     | |
| Alfred cel Mare | 871–899             | Recunoscut drept conducător al tuturor englezilor liberi în urma Tratatului de la Wedmore, 878                    |
| Eduard cel Bătrân | 899–924             | Fiul lui Alfred                                                                                                   |
| Ethelweard | 924                 | Fiul lui Eduard, rege doar peste Wessex                                                                           |
| Athelstan | 924–939             | Fiul lui Eduard, primul rege de facto al întregii Anglii                                                          |
| Edmund Magnificul | 939–946             | Fiul lui Eduard                                                                                                   |
| Edred | 946–955             | Fiul lui Eduard                                                                                                   |
| Edwy cel Frumos | 955–959             | Fiul lui Edmund                                                                                                   |
| Edgar Pașnicul | 959–975             | Fiul lui Edmund                                                                                                   |
| Sf. Eduard Martirul | 975–978             | Fiul lui Edgar |
| Ethelred cel Neinspirat | 978–1013 1014–1016  | Fiul lui Edgar |
| Edmund Braț-de-Fier | 1016                | Fiul lui Ethelred                                                                                                 |
| Regii danezi Între 1013 și 1016, atât casa regală saxonă, cât și cea daneză au pretins tronul Angliei. Danemarca și Anglia au avut același rege din 1016 până în 1042.                                     |                     | |
| Sweyn Forkbeard | 1013–1014           | Fiul lui Harald I al Danemarcei                                                                                   |
| Knud | 1016–1035           | Fiul lui Sweyn |
| Harold Picior-de-Iepure | 1035–1040           | Fiul lui Knud |
| Hardeknud | 1040–1042           | Fiul lui Knud |
| Restaurația saxonă |                     | |
| Sf. Eduard Confesorul | 1042–1066           | Fiul lui Ethelred                                                                                                 |
| Harold Godwinson | 1066                | Cumnatul lui Eduard Confesorul                                                                                    |
| Edgar Atheling | 1066                | Nepotul lui Edmund Braț-de-Fier                                                                                   |
| Dinastia normandă După cucerirea normandă din 1066 a început numărarea regilor - o tradiție franceză neutilizată de englezi până atunci.                                                                   |                     | |
| Wilhelm I, Cuceritorul | 1066–1087           | Descendent îndepărtat al lui Alfred cel Mare                                                                      |
| Wilhelm al II-lea Rufus | 1087–1100           | Fiul lui Wilhelm I                                                                                                |
| Henric I | 1100–1135           | Fiul lui Wilhelm I                                                                                                |
| Ștefan | 1135–1154           | Nepotul lui Wilhelm I                                                                                             |
| Dinastia angevină sau Plantageneții Numele Casei regale s-a schimbat în urma căsătoriei Matildei cu Geoffrey Plantagenet.                                                                                  |                     | |
| Matilda (Împărăteasa Maud) | 1141                | Fiica lui Henric I                                                                                                |
| Henric al II-lea | 1154–1189           | Fiul Matildei |
| Richard I, Inimă-de-Leu | 1189–1199           | Fiul lui Henric al II-lea                                                                                         |
| Suveranii Angliei și Irlandei În 1199, Ioan, deja Lord al Irlandei, a moștenit tronul englez. Titlul de "Lord al Irlandei" a fost folosit până în 1542, când a fost înlocuit de cel de "Rege al Irlandei". |                     | |
| Ioan "Fără de Țară" | 1199–1216           | Fiul lui Henric al II-lea                                                                                         |
| Henric al III-lea | 1216–1272           | Fiul lui Ioan |
| Eduard I "Lunganul" | 1272–1307           | Fiul lui Henric al III-lea                                                                                        |
| Eduard al II-lea | 1307–1327           | Fiul lui Eduard I                                                                                                 |
| Eduard al III-lea | 1327–1377           | Fiul lui Eduard al II-lea                                                                                         |
| Richard al II-lea | 1377–1399           | Nepotul lui Eduard al III-lea                                                                                     |
| Casa de Lancaster Henric de Bolingbroke l-a detronat pe Richard al II-lea, iar Casa regală a preluat numele tatălui lui Henric, Duce de Lancaster.                                                         |                     | |
| Henric al IV-lea | 1399–1413           | Nepotul lui Eduard al III-lea                                                                                     |
| Henric al V-lea | 1413–1422           | Fiul lui Henric al IV-lea                                                                                         |
| Henric al VI-lea | 1422–1461 1470–1471 | Fiul lui Henric al V-lea                                                                                          |
| Casa de York Casele de Lancaster și York s-au luptat în Războiul celor Două Roze, în urma căruia yorkiștii au luat tronul.                                                                                 |                     | |
| Eduard al IV-lea | 1461–1470 1471–1483 | Stră-strănepotul lui Eduard al III-lea                                                                            |
| Eduard al V-lea | 1483                | Fiul lui Eduard al IV-lea                                                                                         |
| Richard al III-lea | 1483–1485           | Fratele lui Eduard al IV-lea                                                                                      |
| Casa de Tudor Regele lancasterian Henric Tudor a reluat tronul de la yorkiști. |                     | |
| Henric al VII-lea | 1485–1509           | Stră-strănepotul lui Eduard al III-lea                                                                            |
| Henric al VIII-lea | 1509–1547           | Fiul lui Henric al VII-lea, nepotul lui Eduard al IV-lea                                                          |
| Eduard al VI-lea | 1547–1553           | Fiul lui Henric al VIII-lea                                                                                       |
| Jane | 1553                | Strănepoata lui Henric al VII-lea. Proclamată Regină pe 10 iulie 1553 dar detronată de Maria I 9 zile mai târziu. |
| Maria I | 1553–1558           | Fiica lui Henric al VIII-lea                                                                                      |
| Elisabeta I | 1558–1603           | Fiica lui Henric al VIII-lea                                                                                      |

| Nume | Domnie          | Note                                                                          |
| --- | --------------- | ----------------------------------------------------------------------------- |
| Casa de Alpin |                 |                                                                               |
| Kenneth I | 843–858         | Primul "Rege al scoțienilor și al picților"                                   |
| Donald I | 858–862         | Fratele lui Kenneth I                                                         |
| Constantin I | 862–877         | Fiul lui Kenneth I                                                            |
| Aedh | 877–878         | Fiul lui Kenneth I                                                            |
| Eochaid | 878–889         | Nepotul de unchi al lui Aedh În comun cu Giric                                |
| Giric | 878–889         | Văr primar cu Aedh În comun cu Eochaid                                        |
| Donald al II-lea | 889–900         | Fiul lui Constantin I                                                         |
| Constantin al II-lea | 900–943         | Fiul lui Aedh                                                                 |
| Malcolm I | 943–954         | Fiul lui Donald al II-lea                                                     |
| Indulf | 954–962         | Fiul lui Constantin al II-lea                                                 |
| Dubh | 962–966         | Fiul lui Malcolm I                                                            |
| Culen | 966–971         | Fiul lui Indulf                                                               |
| Kenneth al II-lea | 971–995         | Fiul lui Malcolm I                                                            |
| Constantin al III-lea | 995–997         | Fiul lui Culen                                                                |
| Kenneth al III-lea | 997–1005        | Fiul lui Dubh                                                                 |
| Malcolm al II-lea | 1005–1034       | Fiul lui Kenneth al II-lea                                                    |
| Duncan I | 1034–1040       | Nepotul lui Malcolm al II-lea                                                 |
| Macbeth | 1040–1057       | Posibil nepot al lui Malcolm al II-lea, soțul nepoatei lui Kenneth al III-lea |
| Lulach | 1057–1058       | Strănepotul lui Kenneth al III-lea, fiul vitreg și vărul lui Macbeth          |
| Casa de Dunkeld |                 |                                                                               |
| Malcolm al III-lea | 1058–1093       | Fiul lui Duncan I                                                             |
| Donald III | 1093–1094 –1097 | Fiul lui Duncan I În comun cu Edmund                                          |
| Edmund | 1093–1094 –1097 | Fiul lui Malcolm al III-lea În comun cu Donald al III-lea                     |
| Duncan al II-lea | 1094            | Fiul lui Malcolm al III-lea                                                   |
| Edgar | 1097–1107       | Fiul lui Malcolm al III-lea                                                   |
| Alexandru I | 1107–1124       | Fiul lui Malcolm al III-lea                                                   |
| David I | 1124–1153       | Fiul lui Malcolm al III-lea                                                   |
| Malcolm al IV-lea | 1153–1165       | Nepotul lui David I                                                           |
| William I | 1165–1214       | Nepotul lui David I                                                           |
| Alexandru al II-lea | 1214–1249       | Nepotul lui William I                                                         |
| Alexandru al III-lea | 1249–1286       | Fiul lui Alexandru al II-lea                                                  |
| Margareta, "Fecioara din Norvegia" | 1286–1290       | Nepoata lui Alexandru al III-lea                                              |
| Casa de Balliol La moartea Margaretei nu exista un moștenitor clar. Regele Eduard I al Angliei a preluat stăpânirea și a pus pe tron o marionetă, pe John Balliol. |                 |                                                                               |
| John Balliol | 1292–1296       | Stră-stră-strănepotul lui David I                                             |
| Casa de Bruce Când John Balliol s-a răsculat, au început Războaiele de independență scoțiene, în timpul cărora a devenit Rege Robert de Bruce. |                 |                                                                               |
| Robert I | 1306–1329       | Stră-stră-stră-strănepotul lui David I                                        |
| David al II-lea | 1329–1371       | Fiul lui Robert I                                                             |
| Casa de Balliol Pentru o perioadă, atât Eduard Balliol, cât și David al II-lea au pretins tronul. |                 |                                                                               |
| Eduard Balliol | 1332–1336       | Fiul lui John Balliol                                                         |
| Casa de Stewart/Stuart Logodită cu Delfinul Franței la vârsta de 5 ani, Maria I a Scoției a fost crescută la curtea franceză, unde i se spunea "Marie Stuart", și și-a păstrat numele de familie în forma franceză, Stuart, în loc de Stewart, la reîntoarcerea în Scoția în 1560, schimbându-se astfel și numele Casei regale. |                 |                                                                               |
| Robert al II-lea, Regele Scoțienilor | 1371–1390       | Nepotul lui Robert I                                                          |
| Robert al III-lea, Regele Scoțienilor | 1390–1406       | Fiul lui Robert al II-lea                                                     |
| Iacob I, Regele Scoțienilor | 1406–1437       | Fiul lui Robert al III-lea                                                    |
| Iacob al II-lea, Regele Scoțienilor | 1437–1460       | Fiul lui Iacob I                                                              |
| Iacob al III-lea, Regele Scoțienilor | 1460–1488       | Fiul lui Iacob al II-lea                                                      |
| Iacob al IV-lea, Regele Scoțienilor | 1488–1513       | Fiul lui Iacob al III-lea                                                     |
| Iacob al V-lea, Regele Scoțienilor | 1513–1542       | Fiul lui Iacob al IV-lea                                                      |
| Maria, Regina Scoțienilor | 1542–1567       | Fiica lui Iacob al V-lea                                                      |
| Iacob al VI-lea, Regele Scoțienilor | 1567–1625       | Fiul Mariei I                                                                 |

| Nume | Domnie              | Note |
| --- | ------------------- | --- |
| Anglo-saxonii |                     | |
| Alfred cel Mare | 871–899             | Recunoscut drept conducător al tuturor englezilor liberi în urma Tratatului de la Wedmore, 878                    |
| Eduard cel Bătrân | 899–924             | Fiul lui Alfred                                                                                                   |
| Ethelweard | 924                 | Fiul lui Eduard, rege doar peste Wessex                                                                           |
| Athelstan | 924–939             | Fiul lui Eduard, primul rege de facto al întregii Anglii                                                          |
| Edmund Magnificul | 939–946             | Fiul lui Eduard                                                                                                   |
| Edred | 946–955             | Fiul lui Eduard                                                                                                   |
| Edwy cel Frumos | 955–959             | Fiul lui Edmund                                                                                                   |
| Edgar Pașnicul | 959–975             | Fiul lui Edmund                                                                                                   |
| Sf. Eduard Martirul | 975–978             | Fiul lui Edgar |
| Ethelred cel Neinspirat | 978–1013 1014–1016  | Fiul lui Edgar |
| Edmund Braț-de-Fier | 1016                | Fiul lui Ethelred                                                                                                 |
| Regii danezi Între 1013 și 1016, atât casa regală saxonă, cât și cea daneză au pretins tronul Angliei. Danemarca și Anglia au avut același rege din 1016 până în 1042.                                     |                     | |
| Sweyn Forkbeard | 1013–1014           | Fiul lui Harald I al Danemarcei                                                                                   |
| Knud | 1016–1035           | Fiul lui Sweyn |
| Harold Picior-de-Iepure | 1035–1040           | Fiul lui Knud |
| Hardeknud | 1040–1042           | Fiul lui Knud |
| Restaurația saxonă |                     | |
| Sf. Eduard Confesorul | 1042–1066           | Fiul lui Ethelred                                                                                                 |
| Harold Godwinson | 1066                | Cumnatul lui Eduard Confesorul                                                                                    |
| Edgar Atheling | 1066                | Nepotul lui Edmund Braț-de-Fier                                                                                   |
| Dinastia normandă După cucerirea normandă din 1066 a început numărarea regilor - o tradiție franceză neutilizată de englezi până atunci.                                                                   |                     | |
| Wilhelm I, Cuceritorul | 1066–1087           | Descendent îndepărtat al lui Alfred cel Mare                                                                      |
| Wilhelm al II-lea Rufus | 1087–1100           | Fiul lui Wilhelm I                                                                                                |
| Henric I | 1100–1135           | Fiul lui Wilhelm I                                                                                                |
| Ștefan | 1135–1154           | Nepotul lui Wilhelm I                                                                                             |
| Dinastia angevină sau Plantageneții Numele Casei regale s-a schimbat în urma căsătoriei Matildei cu Geoffrey Plantagenet.                                                                                  |                     | |
| Matilda (Împărăteasa Maud) | 1141                | Fiica lui Henric I                                                                                                |
| Henric al II-lea | 1154–1189           | Fiul Matildei |
| Richard I, Inimă-de-Leu | 1189–1199           | Fiul lui Henric al II-lea                                                                                         |
| Suveranii Angliei și Irlandei În 1199, Ioan, deja Lord al Irlandei, a moștenit tronul englez. Titlul de "Lord al Irlandei" a fost folosit până în 1542, când a fost înlocuit de cel de "Rege al Irlandei". |                     | |
| Ioan "Fără de Țară" | 1199–1216           | Fiul lui Henric al II-lea                                                                                         |
| Henric al III-lea | 1216–1272           | Fiul lui Ioan |
| Eduard I "Lunganul" | 1272–1307           | Fiul lui Henric al III-lea                                                                                        |
| Eduard al II-lea | 1307–1327           | Fiul lui Eduard I                                                                                                 |
| Eduard al III-lea | 1327–1377           | Fiul lui Eduard al II-lea                                                                                         |
| Richard al II-lea | 1377–1399           | Nepotul lui Eduard al III-lea                                                                                     |
| Casa de Lancaster Henric de Bolingbroke l-a detronat pe Richard al II-lea, iar Casa regală a preluat numele tatălui lui Henric, Duce de Lancaster.                                                         |                     | |
| Henric al IV-lea | 1399–1413           | Nepotul lui Eduard al III-lea                                                                                     |
| Henric al V-lea | 1413–1422           | Fiul lui Henric al IV-lea                                                                                         |
| Henric al VI-lea | 1422–1461 1470–1471 | Fiul lui Henric al V-lea                                                                                          |
| Casa de York Casele de Lancaster și York s-au luptat în Războiul celor Două Roze, în urma căruia yorkiștii au luat tronul.                                                                                 |                     | |
| Eduard al IV-lea | 1461–1470 1471–1483 | Stră-strănepotul lui Eduard al III-lea                                                                            |
| Eduard al V-lea | 1483                | Fiul lui Eduard al IV-lea                                                                                         |
| Richard al III-lea | 1483–1485           | Fratele lui Eduard al IV-lea                                                                                      |
| Casa de Tudor Regele lancasterian Henric Tudor a reluat tronul de la yorkiști. |                     | |
| Henric al VII-lea | 1485–1509           | Stră-strănepotul lui Eduard al III-lea                                                                            |
| Henric al VIII-lea | 1509–1547           | Fiul lui Henric al VII-lea, nepotul lui Eduard al IV-lea                                                          |
| Eduard al VI-lea | 1547–1553           | Fiul lui Henric al VIII-lea                                                                                       |
| Jane | 1553                | Strănepoata lui Henric al VII-lea. Proclamată Regină pe 10 iulie 1553 dar detronată de Maria I 9 zile mai târziu. |
| Maria I | 1553–1558           | Fiica lui Henric al VIII-lea                                                                                      |
| Elisabeta I | 1558–1603           | Fiica lui Henric al VIII-lea                                                                                      |

| Nume | Domnie          | Note                                                                          |
| --- | --------------- | ----------------------------------------------------------------------------- |
| Casa de Alpin |                 |                                                                               |
| Kenneth I | 843–858         | Primul "Rege al scoțienilor și al picților"                                   |
| Donald I | 858–862         | Fratele lui Kenneth I                                                         |
| Constantin I | 862–877         | Fiul lui Kenneth I                                                            |
| Aedh | 877–878         | Fiul lui Kenneth I                                                            |
| Eochaid | 878–889         | Nepotul de unchi al lui Aedh În comun cu Giric                                |
| Giric | 878–889         | Văr primar cu Aedh În comun cu Eochaid                                        |
| Donald al II-lea | 889–900         | Fiul lui Constantin I                                                         |
| Constantin al II-lea | 900–943         | Fiul lui Aedh                                                                 |
| Malcolm I | 943–954         | Fiul lui Donald al II-lea                                                     |
| Indulf | 954–962         | Fiul lui Constantin al II-lea                                                 |
| Dubh | 962–966         | Fiul lui Malcolm I                                                            |
| Culen | 966–971         | Fiul lui Indulf                                                               |
| Kenneth al II-lea | 971–995         | Fiul lui Malcolm I                                                            |
| Constantin al III-lea | 995–997         | Fiul lui Culen                                                                |
| Kenneth al III-lea | 997–1005        | Fiul lui Dubh                                                                 |
| Malcolm al II-lea | 1005–1034       | Fiul lui Kenneth al II-lea                                                    |
| Duncan I | 1034–1040       | Nepotul lui Malcolm al II-lea                                                 |
| Macbeth | 1040–1057       | Posibil nepot al lui Malcolm al II-lea, soțul nepoatei lui Kenneth al III-lea |
| Lulach | 1057–1058       | Strănepotul lui Kenneth al III-lea, fiul vitreg și vărul lui Macbeth          |
| Casa de Dunkeld |                 |                                                                               |
| Malcolm al III-lea | 1058–1093       | Fiul lui Duncan I                                                             |
| Donald III | 1093–1094 –1097 | Fiul lui Duncan I În comun cu Edmund                                          |
| Edmund | 1093–1094 –1097 | Fiul lui Malcolm al III-lea În comun cu Donald al III-lea                     |
| Duncan al II-lea | 1094            | Fiul lui Malcolm al III-lea                                                   |
| Edgar | 1097–1107       | Fiul lui Malcolm al III-lea                                                   |
| Alexandru I | 1107–1124       | Fiul lui Malcolm al III-lea                                                   |
| David I | 1124–1153       | Fiul lui Malcolm al III-lea                                                   |
| Malcolm al IV-lea | 1153–1165       | Nepotul lui David I                                                           |
| William I | 1165–1214       | Nepotul lui David I                                                           |
| Alexandru al II-lea | 1214–1249       | Nepotul lui William I                                                         |
| Alexandru al III-lea | 1249–1286       | Fiul lui Alexandru al II-lea                                                  |
| Margareta, "Fecioara din Norvegia" | 1286–1290       | Nepoata lui Alexandru al III-lea                                              |
| Casa de Balliol La moartea Margaretei nu exista un moștenitor clar. Regele Eduard I al Angliei a preluat stăpânirea și a pus pe tron o marionetă, pe John Balliol. |                 |                                                                               |
| John Balliol | 1292–1296       | Stră-stră-strănepotul lui David I                                             |
| Casa de Bruce Când John Balliol s-a răsculat, au început Războaiele de independență scoțiene, în timpul cărora a devenit Rege Robert de Bruce. |                 |                                                                               |
| Robert I | 1306–1329       | Stră-stră-stră-strănepotul lui David I                                        |
| David al II-lea | 1329–1371       | Fiul lui Robert I                                                             |
| Casa de Balliol Pentru o perioadă, atât Eduard Balliol, cât și David al II-lea au pretins tronul. |                 |                                                                               |
| Eduard Balliol | 1332–1336       | Fiul lui John Balliol                                                         |
| Casa de Stewart/Stuart Logodită cu Delfinul Franței la vârsta de 5 ani, Maria I a Scoției a fost crescută la curtea franceză, unde i se spunea "Marie Stuart", și și-a păstrat numele de familie în forma franceză, Stuart, în loc de Stewart, la reîntoarcerea în Scoția în 1560, schimbându-se astfel și numele Casei regale. |                 |                                                                               |
| Robert al II-lea, Regele Scoțienilor | 1371–1390       | Nepotul lui Robert I                                                          |
| Robert al III-lea, Regele Scoțienilor | 1390–1406       | Fiul lui Robert al II-lea                                                     |
| Iacob I, Regele Scoțienilor | 1406–1437       | Fiul lui Robert al III-lea                                                    |
| Iacob al II-lea, Regele Scoțienilor | 1437–1460       | Fiul lui Iacob I                                                              |
| Iacob al III-lea, Regele Scoțienilor | 1460–1488       | Fiul lui Iacob al II-lea                                                      |
| Iacob al IV-lea, Regele Scoțienilor | 1488–1513       | Fiul lui Iacob al III-lea                                                     |
| Iacob al V-lea, Regele Scoțienilor | 1513–1542       | Fiul lui Iacob al IV-lea                                                      |
| Maria, Regina Scoțienilor | 1542–1567       | Fiica lui Iacob al V-lea                                                      |
| Iacob al VI-lea, Regele Scoțienilor | 1567–1625       | Fiul Mariei I                                                                 |

| Suveranii Angliei, Scoției și Irlandei În 1603, Iacob al VI-lea al Scoției a moștenit tronul englez după ce Elisabeta I a murit fără urmași. De atunci și până în 1707, Anglia, Scoția și Irlanda au avut monarhi comuni. |           |                                                                                    |
| Casa de Stuart |           |                                                                                    |
| Nume | Domnie    | Note                                                                               |
| Iacob I (Anglia) Iacob al VI-lea (Scoția) | 1603–1625 | Fiul Mariei, Regina Scoțienilor; stră-strănepotul lui Henric al VII-lea al Angliei |
| Carol I | 1625–1649 | Fiul lui Iacob I (al VI-lea)                                                       |
| Interregnum (Commonwealth și Protectorat) Anglia nu a avut rege între 1649 și 1660 și a fost republică până în 1653. Oliver Cromwell a dizolvat apoi Parlamentul și a domnit ca Lord Protector până la moarte.            |           |                                                                                    |
| Nume | Domnie    | Note                                                                               |
| Oliver Cromwell | 1653–1658 |                                                                                    |
| Richard Cromwell | 1658–1659 | Fiul lui Oliver Cromwell                                                           |

| Suveranii Angliei, Scoției și Irlandei În 1659, Richard Cromwell a abdicat, iar în 1660 a avut loc Restaurația Stuarților. |                               | |
| Casa de Stuart |                               | |
| Nume | Domnie                        | Note |
| Carol al II-lea | 1660–1685 1649-1685 (de jure) | Fiul cel mare al lui Carol I (încoronat la Scone, Scoția, în 1651)                                        |
| Iacob al II-lea (Anglia) Iacob al VII-lea (Scoția)                                                                         | 1685–1689                     | Fiul cel mic al lui Carol I                                                                               |
| Maria a II-a | 1689–1694                     | Fiica cea mare a lui Iacob al II-lea A domnit împreună cu soțul ei, William                               |
| William al III-lea (Anglia) William al II-lea (Scoția) William I (Irlanda)                                                 | 1689–1702                     | Nepotul lui Carol I A domnit împreună cu soția sa, Maria a II-a, până la moartea ei, apoi a domnit singur |
| Anna | 1702–1707                     | Fiica cea mică a lui Iacob al II-lea                                                                      |

| Suveranii Marii Britanii și Irlandei În 1707, prin Legea Uniunii, Regatul Angliei și Regatul Scoției s-au unit formând Regatul Marii Britanii. |           |                                      |
| Casa de Stuart |           |                                      |
| Nume | Domnie    | Note                                 |
| Anna | 1707–1714 | Fiica cea mică a lui Iacob al II-lea |
| Casa de Hanovra Conform cu Legea Succesiunii din 1701, tronul englez (mai târziu cel britanic) nu putea fi ocupat decât de un protestant. Sofia de Hanovra, cea mai apropiată rudă protestantă, a devenit astfel moștenitoarea tronului. Ea a murit cu puțin înaintea Annei, și locul i-a fost luat de fiul său, care a fondat Casa de Hanovra (zisă și de Guelph și de Braunschweig). |           |                                      |
| George I | 1714–1727 | Strănepotul lui Iacob I              |
| George al II-lea | 1727–1760 | Fiul lui George I                    |
| George al III-lea | 1760–1801 | Nepotul lui George al II-lea         |

| Suveranii Regatului Unit al Marii Britanii și Irlandei În 1801, prin Legea Uniunii, Regatul Marii Britanii și Regatul Irlandei s-au unit formând Regatul Unit.                                                              |           |                               |
| Casa de Hanovra |           |                               |
| Nume | Domnie    | Note                          |
| George al III-lea | 1801–1820 | Nepotul lui George al II-lea  |
| George al IV-lea | 1820–1830 | Fiul lui George al III-lea    |
| William al IV-lea | 1830–1837 | Fiul lui George al III-lea    |
| Victoria | 1837–1901 | Nepoata lui George al III-lea |
| Casa de Saxa-Coburg-Gotha Numele Casei regale s-a schimbat în urma căsătoriei Victoriei cu Prințul Albert de Saxa-Coburg-Gotha, copiii lor moștenind numele tatălui, chiar dacă Victoria a rămas membră a Casei de Hanovra. |           |                               |
| Eduard al VII-lea | 1901–1910 | Fiul Victoriei                |
| George al V-lea | 1910–1917 | Fiul lui Eduard al VII-lea    |
| Casa de Windsor Casa regală a renunțat la numele de Saxa-Coburg-Gotha în 1917 din cauza curentului anti-german din timpul Primului război mondial.                                                                          |           |                               |
| George al V-lea | 1917–1927 | Fiul lui Eduard al VII-lea    |

| Suveranii Regatului Unit al Marii Britanii și Irlandei de Nord În 1922, Statul Liber Irlandez a părăsit Regatul Unit. Numele regatului s-a modificat în 1927 pentru a reflecta această schimbare. |              |                                     |
| Casa de Windsor |              |                                     |
| Nume | Domnie       | Note                                |
| George al V-lea | 1927–1936    | Fiul lui Eduard al VII-lea          |
| Eduard al VIII-lea | 1936         | Fiul lui George al V-lea; a abdicat |
| George al VI-lea | 1936–1952    | Fiul lui George al V-lea            |
| Elisabeta a II-a | 1952–2022    | Fiica lui George al VI-lea          |
| Charles al III-lea | 2022–prezent | Fiul Elisabetei a II-a              |